# پیتر آنتونی وال
پیتر آنتونی وال (انگلیسی: Peter Wall؛ زادهٔ ۱۰ ژوئیهٔ ۱۹۵۵) فرد نظامی اهل بریتانیا است. وی همچنین برندهٔ جوایزی همچون نشان حمام و نشان امپراتوری بریتانیا شده‌است.